# Paul Leverkuehn

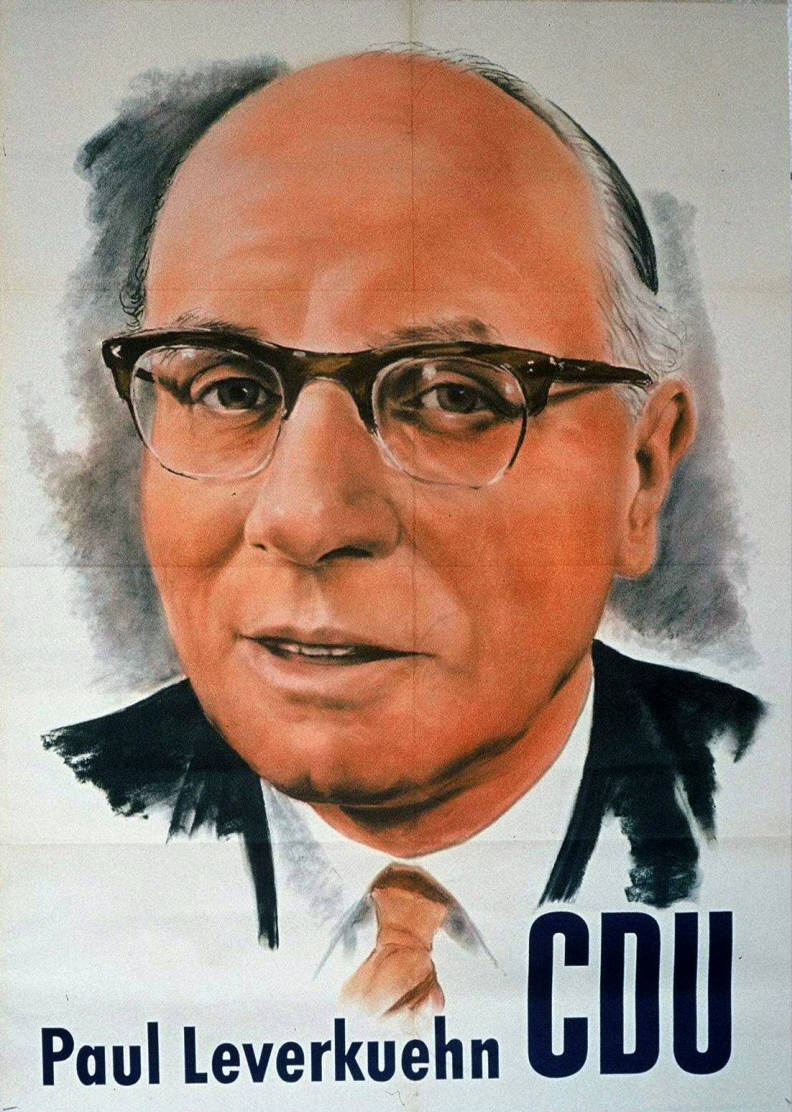
Affiche électorale pour les élections législatives de 1957

Paul Leverkuehn (né le 31 juillet 1893 à Lübeck, mort le 1er mars 1960 à Hambourg) est un avocat et un député allemand de la CDU.

## Biographie
Paul Leverkuehn est le second fils du juge administratif de Lübeck August Leverkühn et de son épouse Ida, née Struckmann, la fille du maire de Hildelsheim Gustav Struckmann. Il étudie le droit aux universités d'Edimbourg, de Frisbourg-en-Brisgau, Munich, Berlin, Königsberg et Göttingen. Pendant la première guerre mondiale, il est envoyé par le ministère des Affaires étrangères dans la région frontalière turco-perse, où il suit la délégation secrète de Max Erwin von Scheubner-Richter.
Paul Leverkuehn est promu docteur en droit après la soutenance de sa thèse sur les trusts et cartels dans le droit anglais, américain et allemand. Il est ensuite conseiller au tribunal arbitral germano-anglais et à la cellule Amérique du ministère des Affaires étrangères. De 1923 à 1925 il devient conseiller de la commission mixte germano-américaine à Washington, puis banquier à New York jusqu'en 1928. Commissaire du Reich à l'ambassade d'Allemagne à Washington, il est alors chargé du déblocage des biens allemands saisis, puis s'installe comme avocat à Berlin en 1930. Il se sépare en 1933 de son associé juif, Simon Wolf. Adam von Trott zu Solz accomplit une partie de son stage dans son cabinet, en 1934 et 1935, et Helmuth James von Moltke y travaille également en 1938 et 1939. Il s'associe à Kurt Vermehren, à partir de 1938, pour tenter - en vain - de faire reconnaître juridiquement Anna Anderson comme Anastasia, la fille du tsar. Il rejoint le NSDAP avant le début de la seconde guerre mondiale
Il est brièvement incorporé dans la Wehrmacht en 1939, puis nommé par le ministère des Affaires étrangères un an après consul à Tabriz. Il devient en 1941 le responsable de l'Abwehr à Istanbul, en raison des contacts noués avec Wilhelm Canaris. Début 1942 le MI 6 parvient à identifier et démanteler son réseau en arrêtant des informateurs allemands, et Herbert Rittlinger le remplace à la tête de l'Abwehr. Leverkuehn n'en est pas informé, afin de ne pas mettre en danger la couverture de Rittlinger. Il est enfin, de 1944 à la fin du conflit, fondé de pouvoir de la Deutschen Waffen- und Munitionsfabriken AG.
Après la guerre, Leverkuehn est avocat à Hambourg, puis cadre de la Reichsbank dans la même ville dès 1946. Il est en 1948/49 l'avocat de Walter Warlimont au procès du haut-commandement militaire. Il participe également à la défense de Manstein dans la zone d'occupation britannique. Il fait partie de la délégation allemande de la conférence des dettes à Londres, entre 1951 et 1953. En 1954, il est élu contre Franz Josef Strauß président de l'Union des fédéralistes allemands, poste qu'il quitte dès septembre à la suite d'un grave accident automobile. De 1957 à la fin de sa vie, il est le président de l'Institut asiatique de Hambourg.

## Député
Leverkuehn est député au Bundestag de 1953 à sa mort, et également membre de l'Assemblée parlementaire du Conseil de l'Europe jusqu'en 1960. Il contribue en 1956 avec Hellmut Kalbitzer, député de la SPD à porter la part du budget national consacré à l'aide au développement de 3,5 à 50 millions de DM.

## Offices honorifiques
Leverkuehn est le président régional de l'Union des fédéralistes européens de Hambourg de 1949 à 1954.

## Distinctions
- 1953 : ordre du Mérite de la République fédérale d'Allemagne

## Publications
- Posten auf Ewiger Wache. Aus dem abenteuerlichen Leben des Max von Scheubner-Richter. Essener Verlagsanstalt, Essen, 1938 .
- Geschichte der Vereinigten Staaten von Amerika. Christian Wegner Verlag, Hambourg, 1947.
- Wirtschaftliche Bestimmungen in Friedensverträgen. Rechts- und Staatswissenschaftlicher Verlag, Hambourg, 1948.
- German Military Intelligence. Weidenfeld & Nicholson, Londres, 1954.